# Jagdgeschwader 54

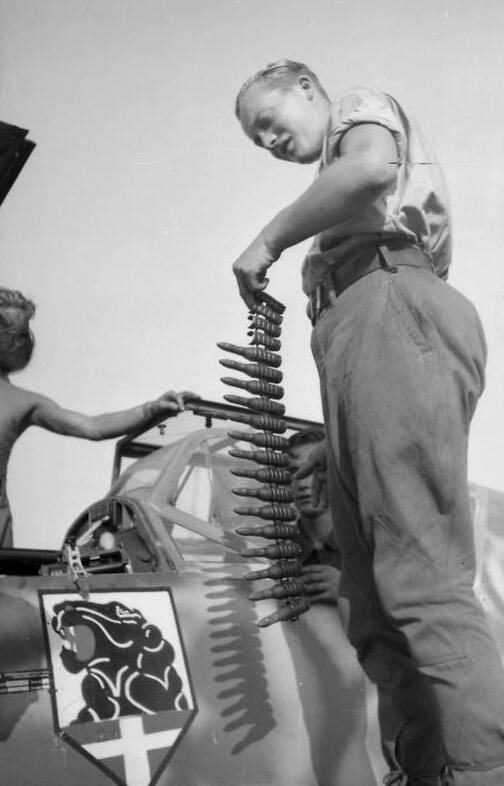
Klargöring av Messerschmitt Me 109, Jagdgeschwader 54, Ryssland augusti 1941.

Jagdgeschwader 54 Grünherz (Gröna hjärtat) var en tysk jaktflottilj under andra världskriget. Flottiljen var den som under kriget gjorde anspråk på det största antalet segrar -  drygt 9 600 - näst efter JG 52 som antecknades för drygt 10 000. I början av kriget flög JG 54 Messerschmitt Bf 109 men i slutet av 1943 bytte man till Focke-Wulf Fw 190.
I flottiljen tjänstgjorde flygaress som Walter Nowotny, Otto Kittel och Hannes Trautloft med tillsammans mer än 550 segrar.

## Flottiljchefer
- Major Martin Mettig, 1 februari 1940 - 25 augusti 1940
- Oberststleutnant Hannes Trautloft, 25 augusti 1940 - 5 juli 1943
- Major Hubertus von Bonin, 6 juli 1943 - 15 december 1943
- Oberststleutnant Anton Mader, 28 januari 1944 - september 1944
- Oberststleutnant Dieter Hrabak, 1 oktober 1944 - 8 maj 1945